# Helena Bolgarska
Helena Bolgarska (bolgarsko Елена Българска: Elena Bъlgarska, srbsko Јелена Бугарска: Jelena Bugarska), bolgarska princesa, * ni znano, Drugo bolgarsko cesarstvo, † 7. november 1374, Srbsko cesarstvo.
Bila je hči Sracimirja Kranskega in Kerace Petrice in sestra bolgarskega carja Ivana Aleksandra. Poročena je bila s srbskim kraljem in kasnejšim srbskim carjem Štefanom Dušanom
Štefan Dušan je bil za kralja Srbije kronan v Svrčinu 8. septembra 1331. S Heleno se je poročil leto kasneje, najverjetneje 26. aprila 1332. Domneva, da se je poročil  na Veliko noč (19. april), je napačna, ker se v pravoslavni Cerkvi med  Velikonočnimi prazniki ne sklepa zakonskih zvez. Poročno noč sta preživela na dvoru v Skopju. Poroka je bila del mirovnega sporazuma, sklenjenega med Bolgarskim in Srbskim cesarstvom.
V njunem zakonu je bil rojen sin in prestolonaslednik Štefan Uroš V. in morda hčerka Irena. Po Johnu V. A. Fineu je bila Irena poročena z Gregorjem Preljubom, srbskim guvernerjem Tesalije, ki je umrl konec leta 1355 ali na začetku leta 1356. Irena je bila mati Tomaža II. Preljuboviča, despota Epirja od leta 1367 do 1384. Drugič je bila poročena Radoslavom Hlapenom, gospodom Kastorije in Edese.
Helena je leta 1350 živela v Beneški republiki in bila leta 1355 in 1356 regentka za svojega sina Štefana Uroša V. Po moževi smrti je nasledila del Bolgarije med Vardarjem in Mesto. Nasledila je tudi polotok Halkidika in preselila svoj dvor v Seres. Leta 1359 je je kot nuna Jelisaveta vstopila v samostan, vendar je še naprej igrala aktivno politično vlogo in do leta 1365 vladala v sereški regiji. Tisto leto se je umaknila iz političnega življenja in do smrti leta 1374 nadzirala gradnjo in obnavljanje v več meniških skupnostih.